# Centura Rădăuți
Centura Rădăuți (DNCRD) este o șosea de centură a Rădăuțiului, drum național care înconjoară municipiul. Aceasta are 16,5 km și cuprinde 7 poduri, 2 pasaje și 23 de podețe.